# Augustine Ngom Jua
Augustine Ngom Jua (ur. 1929, zm. 1977) – kameruński polityk, premier Zachodniego Kamerunu (pobrytyjskiego) od 13 maja 1965 do 11 stycznia 1968.
Był ministrem finansów w rządzie autonomicznego Zachodniego Kamerunu, przyczyniając się do kolejnych inwestycji w tej części kraju. Popierał niezależne dążenia brytyjskiej, zachodniej części Kamerunu i prowadził politykę pronigeryjską. Jego rząd, funkcjonujący przez niepełne 3 lata, stanowił koalicję jedności narodowej Narodowo-Demokratycznej Partii Kamerun (KNDP) i Narodowego Związku Kameruńskiego (UNC). Jego głównym oponentem był następca, Salomon Tandeng Muna, z którym w pozycji konfliktu stawiał go dążący do centralizacji prezydent Kamerunu Ahmadou Ahidjo. Muna zastąpił go na początku 1968, kiedy Ahidjo oskarżył premiera o tworzenie niezależnej armii w Zachodnim Kamerunie. Zmarł w 1977.